# Германский союз страховщиков
Германский союз страховщиков, германский страховой союз, GDV (от нем. Der Gesamtverband der Deutschen Versicherungswirtschaft - GDV) — крупнейший в Германии союз страховщиков, объединяющий 469 (по состоянию на 15.08.2011) частные страховые компании . 
Союз был основан в 1948 году. Штаб-квартира организации в настоящее время расположена в Берлине. До переезда Правительства ФРГ в Берлин штаб-квартира находилась в Бонне. 
Главная задача этой профессиональной организации — представление, лоббирование интересов страховой индустрии, координация деятельности страховых компаний по различным направлениям: правовые основы страхования, образование и др .
Основу организационной структуры союза в настоящее время составляют три основных направления деятельности союза: страхование жизни, страхование убытков и общие вопросы страхования, к которым относятся налоги, право, продажи и т.п. Это находит своё отражение в структуре построения комитетов и комиссий, а также и в структуризации сотрудников союза. 
В страховых компаниях-членах GDV работает 217000 сотрудников. Страховыми компаниями, входящими в союз заключено около 450000000 договоров страхования, в среднем около шести договоров страхования на одного жителя Германии. Объём собираемой страховой премии составляет 179 млрд. евро в год, что составляет около 95% всего страхового рынка Германии. Суммарный капитал страховых компаний, входящих в Германский союз страховщиков составляет 1200 млрд. евро.